# Lucien J. Maciora
Lucien John Maciora (* 17. August 1902 in New Britain, Connecticut; † 19. Oktober 1993 ebenda) war ein US-amerikanischer Politiker. Zwischen 1941 und 1943 vertrat er den Bundesstaat Connecticut im US-Repräsentantenhaus.

## Werdegang
Lucien Maciora arbeitete nach seinem High-School-Abschluss als Kolonialwarenhändler und baute sich später eine eigene Firma auf. Gleichzeitig begann er eine politische Laufbahn. Zwischen 1926 und 1934 saß er im Stadtrat von New Britain. Maciora war Mitglied der Demokratischen Partei. Zwischen 1932 und 1937 war er Abgeordneter im Repräsentantenhaus von Connecticut; von 1934 bis 1940 gehörte er dem Polizeiausschuss seiner Heimatstadt New Britain an. Außerdem war er noch als Versicherungsvertreter tätig.
Bei den Kongresswahlen des Jahres 1940, die für den sechsten Abgeordnetensitz von Connecticut staatsweit abgehalten wurden, wurde er in das US-Repräsentantenhaus in Washington, D.C. gewählt, wo er am 3. Januar 1941 die Nachfolge des Republikaners B. J. Monkiewicz antrat. Da er diesem bei den Wahlen des Jahres 1942 unterlag, konnte er bis zum 3. Januar 1943 nur eine Legislaturperiode im Kongress absolvieren, die weitgehend von den Ereignissen des Zweiten Weltkrieges bestimmt war.
Nach seiner Zeit im US-Repräsentantenhaus arbeitete Maciora zwischen 1950 und 1969 für die städtische Finanzverwaltung von New Britain. Danach zog er sich in den Ruhestand zurück. Lucien Maciora starb am 19. Oktober 1993 im Alter von 91 Jahren in New Britain und wurde dort auch beigesetzt.